# Montesión (Palma de Mallorca)
Montesión (en catalán Monti-sion) es un barrio de Palma de Mallorca, Baleares, España.
Se encuentra delimitado por los barrios de Cort, La Seo, La Calatrava, Sindicato y la Zona Portuaria.
Contaba en el año 2007 con una población de 1.085 habitantes.
- Datos: Q6022779